# Чареб
Чареб (осет. Чъареб , груз. ჭარები — Чареби) — село в Закавказье, расположено в Цхинвальском районе Южной Осетии, фактически контролирующей село; согласно юрисдикции Грузии — в Горийском муниципалитете.

## География
Село находится на реке Чаребула (притоке реки Большая Лиахва) к востоку от осетинских сёл Дменис и Сатикар.

## Население
Село по состоянию на 1989 год населяло 121 человек, все —  грузины (100 %). По переписи 2002 года (проведённой властями Грузии, контролировавшей часть Цхинвальского района на момент проведения переписи) в селе жило 126 человек, в том числе грузины составили 92 % от всего населения.

## История
В ходе войны в августе 2008 года, согласно югоосетинским СМИ и несмотря на грузинское большинство населения, село подвергалось обстрелам с грузинской стороны. После августа 2008 года село находится под контролем властей РЮО.

## Топографические карты
- Лист карты K-38-65 Ленингори. Масштаб: 1 : 100 000. Издание 1979 г.